# Гуголплекс
Гуголплекс (от англ. googolplex) — число, равное 10гугол (десяти в степени гугол), то есть 1010100. В десятичной записи число можно представить как одна единица и гугол нулей после неё.
Как и гугол, термин «гуголплекс» был придуман американским математиком Эдвардом Казнером (англ. Edward Kasner) и его племянником Милтоном Сироттой (англ. Milton Sirotta).
Число гугол (а тем более, гуголплекс) больше числа всех частиц в известной нам части вселенной, которое составляет величину от 1079 до 1081.
Факториал гугола больше гуголплекса: 10100! = 109,9565705518×10101.

## Размер
Если напечатать гуголплекс в книгах, каждая из которых будет содержать миллион знаков (400 страниц, 50 строк на странице, 50 знаков в строке), то понадобится 10(10100−6) таких книг. Если каждая книга будет весить 100 граммов, то их общая масса будет составлять 10(10100−7) килограммов. К примеру, масса Земли составляет 5,972⋅1024 килограммов, а масса Млечного Пути — 6⋅1042 килограммов.

## Дальнейшее образование чисел
С помощью суффикса -плекс образуется число гуголплексплекс (гуголдуплекс или гуголбиплекс) (англ. googolplexplex) — десять в степени гуголплекс (101010100).
Таким же способом можно образовать сколь угодно большое число, например, гуголплексплексплекс (гуголтриплекс) — десять в степени гуголплексплекс (10101010100).
Дальше можно образовать такие числа как гуголтетраплекс (1010101010100), гуголпентаплекс (101010101010100), гуголгексаплекс (10101010101010100), гуголгептаплекс (1010101010101010100), гуголоктаплекс (101010101010101010100), гуголнонаплекс (10101010101010101010100), гуголдекаплекс (1010101010101010101010100), и т.д.

## В культуре

### В кинематографе
- В фильме «Назад в будущее 3» доктор Эмметт Браун говорит о Кларе, что она «одна на гуголплекс».
- В мультипликационном сериале «Симпсоны» герои ходят в кинотеатр с названием Springfield Googolplex, например, в серии «E-I-E-I-(Annoyed Grunt)» 11-го сезона.
- В 15-м эпизоде первого сезона телесериала «Легенды завтрашнего дня» Рей Палмер называет мощность взрыва по шкале от 1 до 10 равной гуголплексу.
- В мультсериале «Финес и Ферб» торговый центр имеет вывеску Googolplex MALL.
- В фильме «Доктор Стрэндж: В мультивселенной безумия» дети Ванды в другой вселенной ругаются и обзываются, один из них кричит брату «А ты — гуголплекс болван!»
- В мультсериале Футурама число гуголплекс используется в обозначении банковского счёта у одного из богатейших людей во вселенной мультсериала.

### В литературе
- В книге американского писателя Джонатана Сафрана Фоера «Жутко громко и запредельно близко», главный герой, 9-летний Оскар Шелл, часто использует это слово, например, он говорит своей бабушке: «…ты мне об этом рассказывала гуголплекс раз…» или размышляя: «… я столкнулся с гуголплексом людей. Кто они? Куда идут? Что ищут…». Однако он ошибочно полагает, что гуголплекс — это «гугол в степени гугол»[источник не указан 3682 дня];